# Državna cesta D421
D421 je državna cesta u Hrvatskoj. Ukupna duljina iznosi 3,6 km.